# 中野唯花
中野 唯花（なかの ゆいか、1987年9月7日 - ）は、日本の女性ファッションモデル。東京都出身。

## 略歴
16歳からファッション雑誌『BLENDA』のモデルとして活動。2011年には同誌のモデルによるユニットBe-ppinに参加した。最終号となった2014年9月号まで、約10年にわたって同誌のモデルとして活動した。

## 出演

### カタログ
- GiRL!（2013年）
- TWNROOM（2013年）

### CM
- 日清食品「ラ王」（2004年）
- AEON「液晶テレビ」（2005年）
- 花王「トイレマジックリン」（2005年）
- NTTドコモ「プッシュトーク」（2006年）
- KOSE コスメポート「コスマジック」（2009年）
- Little Witch「もてますカラ」（2012年）
- Little Witch「もてライナー」（2013年）

### 広告
- 伊勢丹 振袖（2005年）
- PARCO 三松浴衣（2005年）
- 109 X'mas（2007年）
- ヌーブラジャパン（2008年）
- Ristty（2009年）
- DeaDia（2010年）
- DELYLE（2010年）
- Diamond Puff（2010年）
- 日本きものシステム協同組合（2014年）

### イベント
- 東京ガールズコレクション（2007年）
- 札幌コレクション（2014年）
- 神戸コレクション（2014年）

### ミュージックビデオ
- COLOR
  - 「Miss You」（2008年）[4]
  - 「With you〜Luv merry X'mas〜」（2008年）
  - 「Long Distance」（2009年）
- 徳永英明「あなたしか見えなかった」（2009年）
- AILI ft. VERBAL (m-flo)「Memories Again」（2010年）[5]

### 舞台
- 絢爛とか爛漫とか（2010年10月）
- VOYAGE ～光の射す方へ～（2011年3月）

### テレビドラマ
- GTO（2012年7月 - 9月、関西テレビ）- 長瀬渚 役

### テレビ番組
- 東京上級デート＃62 高輪（2013年7月10日、テレビ朝日）
- デジ魂（2013年11月 - 2014年3月、BS日テレ） - MC